# Ephippigerida bifida
Ephippigerida bifida är en insektsart som först beskrevs av Werner 1932.  Ephippigerida bifida ingår i släktet Ephippigerida och familjen vårtbitare. Inga underarter finns listade i Catalogue of Life.